# Tillandsia lorentziana
Tillandsia lorentziana là một loài thuộc chi Tillandsia. Đây là loài bản địa của Bolivia và Brasil.

## Hình ảnh

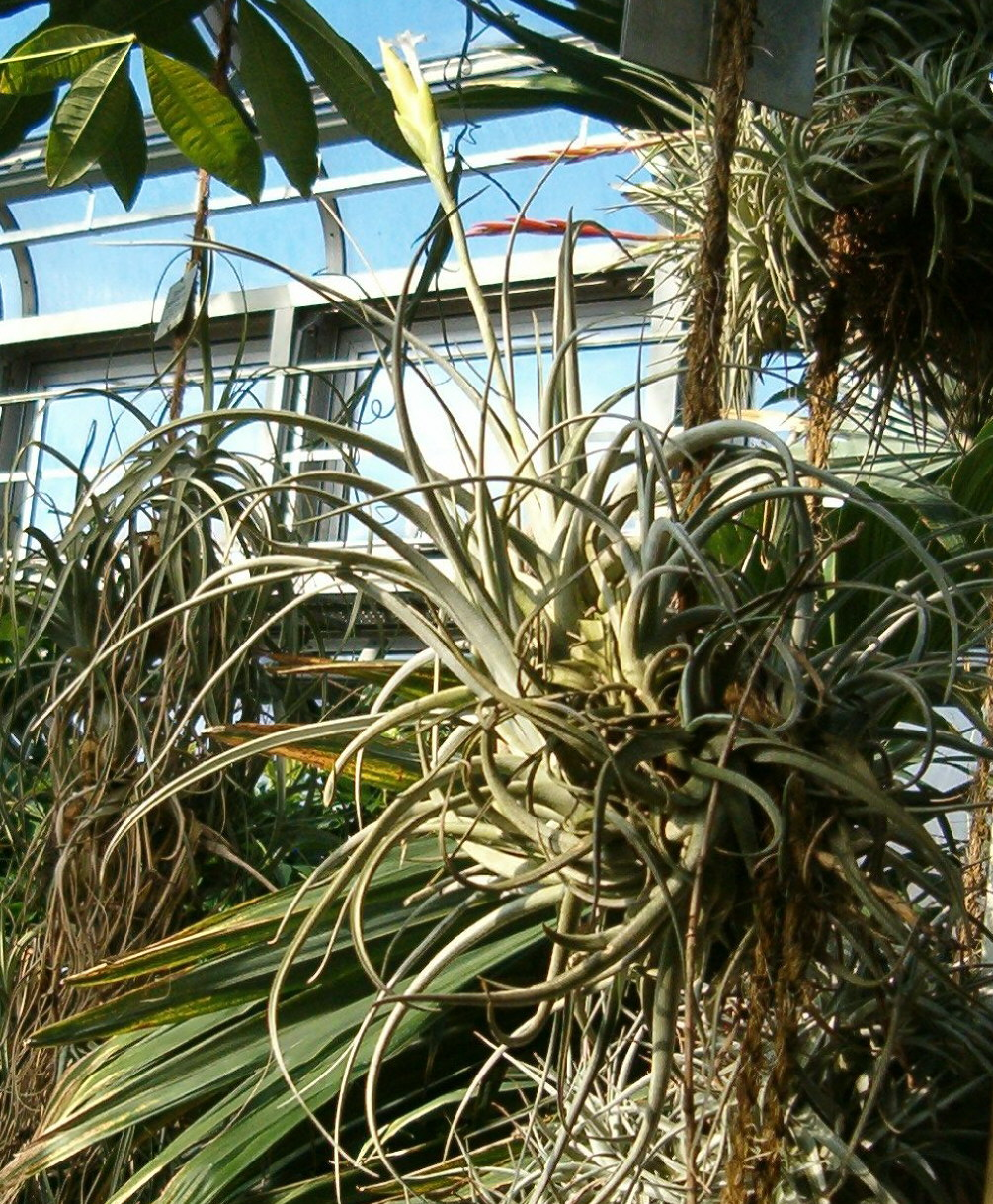
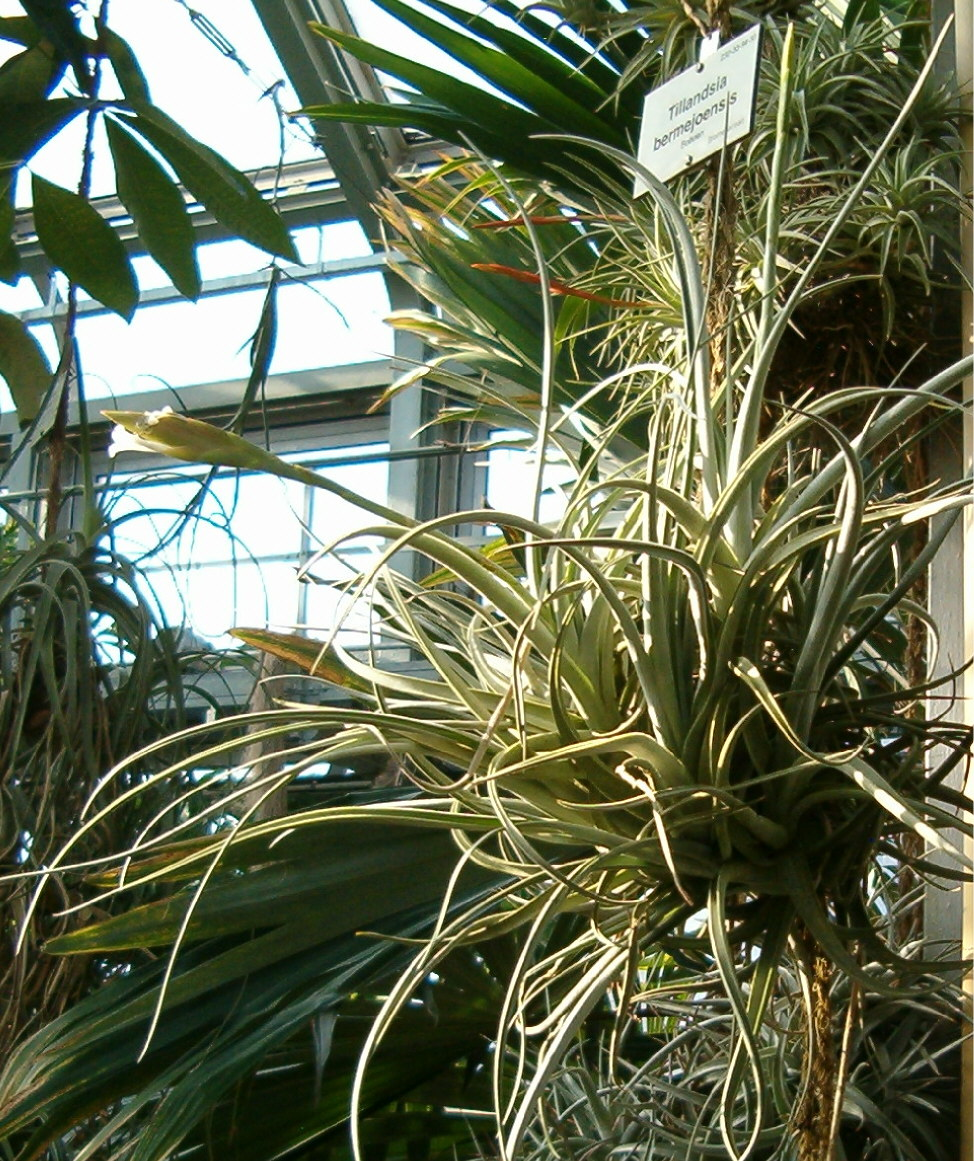